# Stefan Banah
Stefan Banah (Poljski: [ˈstɛfan ˈbanax] ( слушај); 30. mart 1892 – 31. avgust 1945) bio je poljski matematičar koji se generalno smatra jednim od najznačajnijih i najuticajnijih matematičari 20. veka. On je zasnivač moderne funkcionalne analize, i originalni član Matematičke škole u Lavovu. Njegovo glavno delo bila je knjiga iz 1932. godine, Théorie des opérations linéaires (Teorija linearnih operacija), prva monografija o opštoj teoriji funkcionalne analize.
Rođen u Krakovu, Banah je pohađao IV gimnaziju, srednju školu, i radio na matematičkim problemima sa svojim prijateljem Vitoldom Vilkošem. Nakon diplomiranja 1910. godine, Banah se preselio u Lavov. Međutim, tokom Prvog svetskog rata Banah se vratio u Krakov, gde se sprijateljio sa Hugom Stajnhausom. Nakon što je Banah rešio neke matematičke probleme koje je Stajnhaus smatrao teškim, objavili su svoj prvi zajednički rad. Godine 1919, sa nekolicinom drugih matematičara, Banah je osnovao matematičko društvo. Godine 1920, dobio je poziciju asistenta na Politehnici u Lavovu. U svojoj disertaciji, napisanoj 1920. godine, on je aksiomatski definisao ono što se danas naziva Banahov prostor. On je organizovao Matematičku školu Lavov. Oko 1929. godine počeo je da piše svoju Teoriju linearnih operacija.

## Život

### Rani život
Stefan Banah je rođen 30. marta 1892. godine u Opštoj bolnici Sveti Lazar u Krakovu, tada u sastavu Austrougarske imperije, u rimokatoličkoj porodici Gorala, a potom ga je otac krstio. Banahovi roditelji su bili Stefan Greček i Katažina Banah, oboje rodom iz Podhalskog kraja. Greček je bio vojnik Austrougarske vojske stacionirane u Krakovu. Malo se zna o Banahovoj majci. Prema njegovoj krštenici, rođena je u Borovni i radila je kao kućna pomoćnica.
Neobično je da se Stefan prezivao po majci umesto po oca, iako je dobio očevo ime Stefan. Vojni propisi nisu dozvoljavali vojnicima ranga Stefana Grečeka da se venčaju; on je bio redov i pošto je majka bila previše siromašna da bi izdržavala dete, par je odlučio da ga odgajaju porodica i prijatelji. Stefan je prvih nekoliko godina života proveo sa svojom bakom, ali kada se ona razbolela, Greček je organizovao da njegovog sina odgajaju Frančiška Plova i njena nećakinja Marija Puhalska u Krakovu. Mladi Stefan je počeo da smatra Francišku svoju hraniteljicom, a Mariju svojom starijom sestrom. U njegovim ranim godinama Banaha je podučavao Juliusz Mijen, francuski intelektualac i prijatelj porodice Plova, koji je emigrirao u Poljsku i izdržavao se fotografijom i prevodima poljske književnosti na francuski. Mijen je Banaha učio francuski i najverovatnije ga je ohrabrivao u njegovim ranim matematičkim istraživanjima.
Godine 1902, Banah, sa 10 godina, upisao se u IV gimnaziju u Krakovu (poznatu i kao Gecova gimnazija). Dok je škola bila specijalizovana za humanističke nauke, Banah i njegov najbolji prijatelj Vitold Vilkoš (takođe budući matematičar) su većinu svog vremena provodili radeći na matematičkim problemima tokom raspusta i posle škole. Kasnije u životu Banah je pripisao zasluge dr Kamilu Kraftu, nastavniku matematike i fizike u školi, što je podstakao njegovo interesovanje za matematiku. Dok je Banah bio vredan učenik, povremeno je dobijao niske ocene (nije položio grčki tokom prvog semestra u školi), i kasnije je kritički govorio o školskim nastavnicima matematike.
Nakon sticanja mature (srednjoškolske diplome) sa 18 godina 1910. godine, Banah se preselio u Lavov sa namerom da studira na Lavovskoj politehnici. U početku je odabrao inženjerstvo kao svoju oblast studija pošto je u to vreme bio ubeđen da u matematici nema ništa novo da otkrije. Tokom tog perioda je takođe pohađao Jagelonski univerzitet u Krakovu na pola radnog vremena. Pošto je Banah morao da zarađuje novac da bi izdržavao svoje studije, tek je 1914. godine, konačno sa 22 godine, položio diplomske ispite.
Kada je izbio Prvi svetski rat, Banah je bio oslobođen vojne službe zbog svoje levorukosti i slabog vida. Kada je Ruska armija otvorila ofanzivu prema Lavovu, Banah je otišao u Krakov, gde je proveo ostatak rata. Zarađivao je za život kao nastavnik u lokalnim školama, radio u knjižari i kao predradnik ekipe za izgradnju puteva. Pohađao je nekoliko predavanja na Jagelonskom univerzitetu u to vreme, uključujući predavanja čuvenih poljskih matematičara Stanislava Zarembe i Kazimiježa Žoravskog, ali se o tom periodu njegovog života malo zna.

## Literatura
- Jahnke, Hans Niels (2003). A History of Analysis. American Mathematical Society. ISBN 0821826239.
- Jakimowicz, E.; Miranowicz, A., ур. (2007). Stefan Banach - Remarkable life, Brilliant mathematics. Gdańsk University Press and Adam Mickiewicz University Press. ISBN 978-83-7326-451-9.
- James, Ioan (2003). Remarkable Mathematicians: From Euler to von Neumann. Cambridge University Press. ISBN 0521520940.
- Kałuża, Roman (1996). Through a Reporter's Eyes: The Life of Stefan Banach. Translated by Wojbor Andrzej Woyczyński and Ann Kostant. Birkhäuser. ISBN 0-8176-3772-9.
- Kosiedowski, Stanisław. „Stefan Banach”. Mój Lwów. Приступљено 20. 5. 2008.
- O'Connor, John J.; Robertson, Edmund F. (2000). „Stefan Banach”. MacTutor History of Mathematics archive. University of St. Andrews. Приступљено 19. 8. 2012.
- Siegmund-Schultze, Reinhard (2003).  Jahnke, Hans Niels, ур. A History of Analysis. American Mathematical Society. ISBN 0-8218-2623-9.
- MacCluer,  Barbara (2008). Elementary Functional Analysis. Springer. ISBN 0387855289.
- Urbanek, Mariusz (april 2002). „Geniusz: gen i już”. Polityka. 8 (2348).
- Waksmundzka-Hajnos, Monika (2006). „Wspomnienie o Stefanie Greczku”. Focus. Gdańsk University (11).
- Banach, Stefan (1932), Théorie des opérations linéaires (PDF), Monografie Matematyczne, 1, Warszawa: Subwencji Funduszu Kultury Narodowej, Zbl 0005.20901, Архивирано из оригинала (PDF) 11. 1. 2014. г., Приступљено 10. 6. 2016
- Beauzamy, Bernard (1985) [1982], Introduction to Banach Spaces and their Geometry (Second revised изд.), North-Holland
- Bourbaki, Nicolas (1987), Topological vector spaces, Elements of mathematics, Berlin: Springer-Verlag, ISBN 978-3-540-13627-9
- Carothers, Neal L. (2005), A short course on Banach space theory, London Mathematical Society Student Texts, 64, Cambridge: Cambridge University Press, стр. xii+184, ISBN 0-521-84283-2
- Diestel, Joseph (1984), Sequences and series in Banach spaces, Graduate Texts in Mathematics, 92, New York: Springer-Verlag, стр. xii+261, ISBN 0-387-90859-5
- Dunford, Nelson; Schwartz, Jacob T. with the assistance of W. G. Bade and R. G. Bartle (1958), Linear Operators. I. General Theory, Pure and Applied Mathematics, 7, New York: Interscience Publishers, Inc., MR 0117523
- Lindenstrauss, Joram; Tzafriri, Lior (1977), Classical Banach Spaces I, Sequence Spaces, Ergebnisse der Mathematik und ihrer Grenzgebiete, 92, Berlin: Springer-Verlag, ISBN 3-540-08072-4
- Megginson, Robert E. (1998), An introduction to Banach space theory, Graduate Texts in Mathematics, 183, New York: Springer-Verlag, стр. xx+596, ISBN 0-387-98431-3
- Ryan, Raymond A. (2002), Introduction to Tensor Products of Banach Spaces, Springer Monographs in Mathematics, London: Springer-Verlag, стр. xiv+225, ISBN 1-85233-437-1
- Wojtaszczyk, Przemysław (1991), Banach spaces for analysts, Cambridge Studies in Advanced Mathematics, 25, Cambridge: Cambridge University Press, стр. xiv+382, ISBN 0-521-35618-0
- Banach, Stefan (1932). Théorie des Opérations Linéaires [Theory of Linear Operations] (PDF). Monografie Matematyczne (на језику: француски). 1. Warszawa: Subwencji Funduszu Kultury Narodowej. Zbl 0005.20901. Архивирано из оригинала (PDF) 2014-01-11. г. Приступљено 2020-07-11.

## Spoljašnje veze
- Stefan Banah на веб-сајту MGP (језик: енглески)
- Stefan Banah на веб-сајту  (језик: енглески)